# Neophyllotocus undarus
Neophyllotocus undarus är en skalbaggsart som beskrevs av Peter Geoffrey Allsopp 1975. Neophyllotocus undarus ingår i släktet Neophyllotocus och familjen Melolonthidae. Inga underarter finns listade i Catalogue of Life.